# IATF 16949
IATF 16949原來名稱為ISO/TS 16949，是國際標準化組織（ISO）的技術規範，目的是發展品質系統，可以在車輛供应链以及車廠中進行持續改善的系統，著重在預防缺陷、減少變異及浪費。此標準是以ISO 9000標準為基礎，第一版是在1999年6月發行，名稱為ISO/TS 16949:1999.。此標準是由國際汽車工作組（IATF）以及ISO的「技術委員會」所訂。主要在調和各國品質管理系統的規定
IATF 16949是針對汽車產業相關產品的設計/新產品開發、製造以及安裝及服務。此一需求是要應用在供应链。會鼓勵汽車組裝廠取得16949認證。
IATF在2016年發行了IATF 16949:2016，取代了舊有的ISO/TS 16949:2009。

## 歷史背景
許多車廠依照所在國家標準組織的法規及標準，需建立品質管理系統，且要通過認證，相關的組織如下：
- 德國的德國汽車工業協會（VDA）
- 美國的汽车工业行动集团（AIAG）
- 義大利的AVSQ
- 法國的FIEV
- 英國的汽車製造商和貿易商協會（英语：Society of Motor Manufacturers and Traders）（SMMT）

因此要求其原始設備生產商（OEM）也建立品質管理系統，並且通過認證。
因此，供應商需要為了供貨給戴姆勒（德國，法規是VDA 6.1）及克萊斯勒（美國，法規是QS 9000）而通過二個認證。因此有專家提出需要整合這類複雜的認證體系。

## 規範內容
標準的目的是在提昇系統以及流程的水準以提昇客戶滿意度，識別製造過程以及供應鏈的問題及風險，從源頭消除問題，採取矯正及預防措施，並且確認其效果。其重點不是在發現，而是在避免錯誤。
在ISO 9001:2008中有提到用流程導向的方式研究業務流程，這也是IATF 16949的基礎，會在流程應用的環境中看業務流程，研究品質系統需要識別、mapp及控制的交互作用以及介面。另外也定義了對外界（次供應商、客戶等）的管道。二個標準在客戶導向的流程、支持流程及管理流程上不同。流程導向的方式目的是要提昇整個流程，不是單獨某個流程，而是影響公司品質表現，所有互相作用的的業務流程。
IATF 16949:2016的重點是滿意客戶特定的需求，需求是由汽車製造商以及其供應商的品質管理系統決定。因此全球有許多廠商導入此一標準。
另外管理系統配合五大核心工具達成客戶需求，如SPC（統計過程控制, statistic process control）, APQP（先期產品品質規劃，　advanced product quality plan), MSA (量測系統分析，measurement system analysis), PPAP（生產件批准程序，production part approval process), FMEA (失效模式與影響分析, failure mode and effects analysis)。

## 認證
IATF 16949可以應用在車輛產業的供應鏈中。認證是以IATF發佈的認證規則為基礎。認證效期三年，效期內至少每一年要再檢查一次，檢查可以由IATF認證的稽核員（第三方稽核員）或是IATF認可的認證單位進行。三年後需要重新進行認證。IATF 16949認證的目的是建立（潛在）客戶對（潛在）供應商系統以及流程能力的信任。目前就算供應商是IATF的成員（大部份日本的供應商是日本汽車工業協會的成員，不是IATF的成員），若沒有有效IATF 16949的認證，不太可能供貨給Tier 1供應商，也沒有機會供貨給車廠，作為車廠的標準零件
認證單位有:
- TÜV Rheinland (德國）
- BSI集團（英國）
- 必維國際檢驗集團（法國）
- DNV GL（英语：DNV GL）（挪威）
- 德國體系認證集團（德國）
- EAGLE Certification Group（美國）
- IFCE（北愛爾蘭）
- Indian Register Quality Systems（英语：Indian Register Quality Systems）
- LRQA（英语：Lloyd's Register）（英國）
- SAI Global（英语：SAI Global）（奧地利）
- SGS（瑞士）
- TÜV NORD（德國）
- TÜV SÜD（德國）
- United Registrar of Systems（英國）
- AFNOR Certification（法国）

### 外部連結
- ISO/TS 16949:2009 （页面存档备份，存于） Quality management systems—Particular requirements for the application of ISO 9001:2008 for automotive production and relevant service part organizations